# Thierry Amar
Thierry Amar (Montreal, Quebec, Canadá) es un músico canadiense miembro de Godspeed You! Black Emperor, Thee Silver Mt. Zion Memorial Orchestra & Tra-La-La Band y Black Ox Orkestar. También se desempeña como productor discográfico trabajando en los álbumes de Vic Chesnutt y Air Cushion Finish.

## Discografía
con Godspeed You! Black Emperor
- Slow Riot for New Zerø Kanada EP (1999)
- Lift Your Skinny Fists Like Antennas to Heaven (2000)
- Yanqui U.X.O. (2002)
- 'Allelujah! Don't Bend! Ascend! (2012)
- Asunder, Sweet and Other Distress (2015)

con A Silver Mt. Zion
- He Has Left Us Alone but Shafts of Light Sometimes Grace the Corner of Our Rooms... (2000)
- Born into Trouble as the Sparks Fly Upward (2001)
- "This Is Our Punk-Rock," Thee Rusted Satellites Gather + Sing, (2003)
- The "Pretty Little Lightning Paw" E.P. (2004)
- Horses in the Sky (2005)
- 13 Blues for Thirteen Moons (2008)
- Kollaps Tradixionales (2010)

con Black Ox Orkestar
- Ver Tanzt? (2004)
- Nisht Azoy (2006)